# 萨拉·尤内维克
萨拉·尤内维克（瑞典語：Sara Junevik，2000年2月14日—），瑞典女子游泳运动员，2018年夏季青年奥运会女子50米蝶泳金牌得主、2021年世界短池锦标赛女子4×50米自由泳接力银牌得主和女子4×100米自由泳接力铜牌得主、2022年世界短池锦标赛女子4×50米混合泳接力铜牌得主。